# マスク・アニメーション
『マスク・アニメーション』（原題：The Mask: Animated Series）は、1995年8月12日から1997年8月30日までにアメリカ合衆国のCBSにて放送されたテレビアニメシリーズ。合計3シーズン、全55話。
1994年に公開された映画『マスク』が成功したことを受けて制作された。日本では1996年10月4日にワーナー・ホーム・ビデオよりVHS（全5巻、各巻2話収録）としてシーズン1を映像ソフト化。その後、1999年から2000年にかけてカートゥーン ネットワークでも映像ソフト化されなかった5話分を含めたシーズン1全15話が放送された。

## 登場人物
このアニメは映画『マスク』が元になっているが、映画のヒロインであるティナ（キャメロン・ディアス）は登場しない。そのかわり、ヒロインはペギー・ベラントになっている。

### メインキャラクター
スタンリー・イプキス（Stanley Ipkiss） / スタンリー・ザ・マスク（The Mask）
声 - ロブ・ポールセン / 山寺宏一
主人公。北欧神話の災いの神・ロキのパワーを宿したマスクを所持し、ピンチになるとそれをかぶって変幻自在で陽気な不死身の怪人・マスクに変身する。だがスタンリー自身はマスクのパワーを厄介に思い、手放そうとしている。マスクに変身すると、よく他人にパンツ攻撃を仕掛ける。
マイロ（Milo）
声 - フランク・ウェルカー
スタンリーの飼い犬。マスクをかぶったことがある。
ミッチ・ケラウェイ（Lt. Mitch Kellaway）
声 - ニール・ロス / 小室正幸
スタンリーがマスクだということを証明しようとする刑事。マスクのパンツ攻撃の被害者の一人。
ドイル捜査官（Detective Doyle）
声 - ジム・カミングス / 坂口哲夫
ケラウェイの助手。よくドーナツを食べている。
ペギー・ベラント（Peggy Brandt）
声 - ハイヂ・シャノン / 水谷優子
タブロイド紙の記者。マスクの正体を知る数少ない人物で、自身も一度マスクをかぶったことがある。
チャーリー・シューマーカー（Charlie Schumacher）
声 - マーク・L・テイラー / 関俊彦
スタンリーの知人で、銀行の支店長。頭取に出世しようと考えており、スタンリーに対して威張っていることが多い。彼もまたマスクの正体を知っている。

### 敵キャラクター
トーキンヘッド（Dr. Pretorius）
声 - ティム・カリー / 肝付兼太
能力 - 頭部を胴体と分離させ、首筋から出る節足を使って頭部だけで歩行する。首筋から出てくる変声マイクを使って他者になりすまし、電話などを行う。
サイボーグ化することで頭と体を分離させたマッドサイエンティスト。究極の軍隊を作るためにマスクを研究対象としてつけ狙う。
モンスケ（Walter）
声 - 戸部公爾
トーキンヘッドの部下であるフランケンシュタインの怪物のような人造人間。力ではマスクに勝るが、大抵は彼にやり込められる。
ロニー・ザ・シャーク（Lonnie The Shark）
声 - グレン・シャディックス
バイカーギャングのリーダー。鋭い歯とサメのような髪型が名前の由来。
ピート（Pete）
声 - チャーリー・アドラー
ロニーの相棒。
テリブル2（The Terrible Two）
漫画オタクのティーンエイジャー2人組。放射能を浴びた時に触れた物の特性を得た。
Mr.ドロンチョ（Putty Thing）
声 - カム・クラーク
本名 - ドク（Dak）
能力 - 巨大なパン生地状の肉体を持つ。
ノロマン（Fish Guy）
声 - ジェフ・ベネット
本名 - エディ（Eddie）
能力 - 魚のような外見を持つが、歩行はできない。
ピーターマン（Skillit）
声 - ジェイソン・マーズデン / 北島淳司
能力 - 他人の影を吸い取ることで自身の若さを保ち、犠牲者を老けさせる。
影の国（シャドウランド）から来た愉快犯。4000年以上生きていて、かつてマスクを持っていた者全員を知っている。
マスクに影を無理やり吐き出された上、彼の妨害によりシャドウランドに帰れなくなってしまった。
ふうせん爆弾マン（Kablamus）
声 - ジム・カミングス
本名 - ジョー・ブロウ（Joe Blow）
能力 - 自分の体を膨らませ、周囲に爆発を発生させる。
割れない風船を作ろうとしたところ、風船が膨らみすぎ、誤って化学薬品槽に落ちてしまった男。事故により、自分の体を膨らませる能力を得た。
ウィラミナ・ブバスク（Willamina Bubask）
声 - エイプリル・ウィンチェル
犬の誘拐、自動車窃盗、警察署への襲撃などの悪事を働く女性犯罪者。
チャップ・チュッキー（Cheap Chucky）
ウィラミナの共犯者。
ドン・ジュロビット（Don Julovit）
声 - カム・クラーク
ダイナマイト・ジョー（Dynamite Joe）
声 - ジェフ・ベネット
爆発物のエキスパート。他の犯罪者たちと手を組み、サンタクロースに変装して悪事を働く。
チェット・ブーザック（Chet Bozzack）
声 - ダン・カステラネタ
スタンリーの高校時代のいじめっ子だったが、偶然割れたマスクの片割れをかぶったことで中途半端な怪人に変身した。
アメリア・クロノス（Dr. Amelia Chronos）
声 - ヴィクトリア・キャロル
世界征服を企み、混乱を引き起こす時間操作装置を開発する狂気の科学者。
ボーリガード・クラクソン（Colonel Beauregard Klaxon）
声 - ジム・カミングス
実業家。市のスタジアムの地下に核廃棄物を投棄し、怪物を生み出してしまう。
ビリー・ボブ（Billy Bob）
ボーリガードの部下。
クッキー・バブーム（Cookie Baboom）
声 - クリー・サマー
ストリッパー。モーティマー市長とかつて交際していたが、市長としての健全なイメージが損なわれるという理由で捨てられてしまい、市長もろとも自爆して恨みを晴らそうとする。
チャンネル・サーファー（Channel Surfer）
声 - ゲイリー・オーウェンズ
能力 - サーフボードに乗って滑空する。テレビの中をテレポート移動し、電気やテレビ番組を操る。
エッジシティの住民全員に自分の好きなテレビ番組を見せ、マスクをテレビの世界に閉じ込めた。自分の好きなテレビ番組『Pointy Peaks』（ツイン・ピークスのパロディ）のキャラクターにあやかって「Raymond Neilsen」と名乗ったことがある。
チーズ魔女ゴルゴンゾーラ（Gorgonzola the Cheese Witch）
声 - クリー・サマー
能力 - チーズ・アイ（目から光線を出して、光線に当たった物をチーズにする）。ショット・チェダー（鋭利なチェダーチーズの矢）。
魔女。チーズに由来するさまざまな魔術を使う。
スライ・イーストネッガー（Sly Eastenegger）
新作映画の制作のためエッジシティに来たアクションスター。 映画の撮影中に核爆弾を爆発させて批評家たちに復讐しようとする。
悪魔（The Devil）
声 - ジョナサン・ハリス
吸血鬼のような牙と悪魔のような影を持つ人間ブブ（Bub）として現れ、魂と引き換えにスタンリーに幸運を与える。
テンペスト（The Tempest）
声 - バッド・コート
本名 - フリッツ・ドリズル（Fritz Drizzle）
能力 - 天気を操る。
気象予報士をクビになった後、雷に当たったことで、天気を操る能力を得た。Action Manにも同名のキャラクターがいる。
フッド（The Hood）
声 - ジェス・ハーネル
本名 - ローレンス・ロレンツォ（Lawrence Lorenzo）
高利貸し、密輸、宝石強盗などの容疑で指名手配されている犯罪者。エッジシティを乗っ取るために市長を誘拐する。
スティンガー（Stinger）
声 - スチュアート・パンキン
本名 - バズ・スティングマン（Buzz Stingman）
能力 - 蜂を操る。
遺伝子操作された蜂に刺されて重傷を負い、蜂と人間のハイブリッド生物に変化してしまった養蜂家。
マダム・サスペリア（Madame Suspiria）
声 - キャンディ・ミロ
カーニバルのジプシー。自分の先祖の魔法によってマスクが作られたと信じている。
アンドリュー・ベドウェッター（Sir Andrew Bedwetter）
声 - ジェフ・ベネット
ブロードウェイの演出家。 『マッド・モンキー』を脚色するが、マスクの舞台に興行成績を奪われ、次回作の資金を銀行強盗で調達しようとする。
ガバメント・ガイ（Government Guy）
声 - フランク・ウェルカー
未来のエッジシティを支配する暴君。23世紀のマスクを着けている。
テックス・クロバー、バクスター・サイモン（Tex Clobber & Baxter Simon）
マスクを捕らえるため、トーキンヘッドに雇われた賞金稼ぎ。
セリーナ・スウィント（Selina Swint）
声 - スーザン・サイロ
エッジシティに偽札を持ち込んだ密輸業者だが、誤ってスタンリーとバッグを交換してしまう。
デヴィッダ・スティールマイン（Davida Steelmine）
声 - クリー・サマー
本名 - ヴィッキー・プラット（Vicky Pratt）
奇術師から泥棒に転向した女性で、スタンリーの元同級生。スタンリーは彼女に恋心を抱いていた。
サイバーマイト（Cybermite）
声 - ジム・カミングス
自我を持つコンピューターウイルス。スタンリーのパソコンから現実世界に現れ、マイロに感染する。
ダークスター・トリオ（The Dark Star Trio）
ドイルの好きな漫画『The Galactic Avenger』から飛び出した悪役3人組。ケラウェイを架空の宿敵と勘違いし、彼を殺そうとするが、マスクに倒される。メンバーは以下の通り。
ドラゴン・レディ（The Dragon Lady）
声 - キャス・スーシー
能力 - 空を飛び火を吐く竜に変身する。
ウォー・マシーン（War Machine）
声 - ジム・カミングス
ロボット。
リップ・タイド（Rip Tide）
声 - フランク・ウェルカー
能力 - 体を液状化する。
アーサー・"アール"・ヌーヴォー（Arthur "Art" Nouveau）
声 - ジム・カミングス
ダイナマイト工場を爆破すると脅した美術品の贋作師。

### その他
モーティマー・タイルトン市長（Mayor Mortimer Tilton）
声 - ケビン・マイケル・リチャードソン / 田の中勇
エッジシティの市長。
フォースウェイト坊や（Baby Forthwright）
声 - フランク・ウェルカー / 雨蘭咲木子
スタンリーの友人の赤ん坊。「マスクにはこりごり（前編）」「Baby's Wild Ride」「Mutiny of the Bounty Hunters」でマスクをかぶる。
フランシス・フォースエイト（Francis Forthwright）
声 - マリー・マクドナルド・レウィス / 滝沢久美子
フォースエイト坊やの母親。
アーサー・ニューマン博士（Dr. Arthur Neumann）
声 - ベン・スタイン
スタンリーかかりつけの精神科医。皮肉屋。
当初はマスクのことをスタンリーのイマジナリーフレンドだと勘違いしていたが、 「ドクター・マスク」でマスクを捨てたいと思っていたスタンリーからマスクを手に入れた際、ためしに装着してみたところ、気の狂ったような怪人になってしまう。
エヴェリン（Evelyn）
声 - キャス・スーシー
スタンリーの隣人の一人。恥ずかしがり屋でおとなしい女性。エスメラルダ（Esmeralda）という恥ずかしがり屋の犬を飼っている。「Bride of Pretorius」でマスクをかぶり、声が大きく自信に満ちたイヴという名の女性に変身する。
ピーンマン夫人（Mrs. Peenman）
声 - トレス・マクニール / 滝沢久美子
スタンリーのアパートの大家。
エース・ベンチュラ（Ace Ventura）
『ペット探偵エース・ベンチュラ』の主人公。いずれのキャラクターも、実写版でジム・キャリーが演じたという点で共通している。

## 地名
エッジシティ（Edge City）
スタンリーたちの住む町。
ココ・ボンゴ（Coco Bongo）
スタンリー行きつけの酒場。

## サブタイトル

### シーズン1
| 話数 | サブタイトル                                          | 邦題                       | 脚本                       | 放送日         | 備考                 | VHS収録順 |
| ---- | ----------------------------------------------------- | -------------------------- | -------------------------- | -------------- | -------------------- | --------- |
| 1    | The Mask Is Always Greener on the Other Side (Part 1) | マスクにはこりごり（前編） | デュアン・カピッツィ       | 1995年8月12日  | パイロットエピソード | 1         |
| 2    | The Mask Is Always Greener on the Other Side (Part 2) | マスクにはこりごり（後編） | デュアン・カピッツィ       | 1995年8月12日  | パイロットエピソード | 2         |
| 3    | Baby's Wild Ride                                      |                            | ディーン・ステファン       | 1995年8月19日  |                      |           |
| 4    | The Terrible Twos                                     |                            | アーニー・ジョン           | 1995年8月26日  |                      |           |
| 5    | Sister Mask                                           | にせマスクに気をつけろ！   | ヘンリー・ギルロイ         | 1995年9月2日   |                      | 3         |
| 6    | Shadow of a Skillit                                   | 影泥棒のたくらみ           | アーニー・ジョン           | 1995年9月9日   |                      | 4         |
| 7    | Bride of Pretorius                                    |                            | スティーブ・ロバーツ       | 1995年9月16日  |                      |           |
| 8    | Double Reverse                                        | ふうせん爆弾マン！         | ヘンリー・ギルロイ         | 1995年9月23日  |                      | 10        |
| 9    | Shrink Rap                                            | ドクター・マスク           | スティーブ・ロバーツ       | 1995年9月30日  |                      | 7         |
| 10   | Mayor Mask                                            | 市長マスク                 | ディーン・ステファン       | 1995年10月7日  |                      | 9         |
| 11   | Martian Mask                                          | 火星人マスク               | スティーブ・ロバーツ       | 1995年10月14日 |                      | 5         |
| 12   | How Much Is That Dog in the Tin Can?                  | 缶詰犬はいくら？           | ジョン・アーキュディ       | 1995年10月21日 |                      | 6         |
| 13   | All Hallow's Eve                                      |                            | ヘンリー・ギルロイ         | 1995年10月28日 |                      |           |
| 14   | Santa Mask                                            |                            | ディーン・ステファン       | 1995年11月4日  |                      |           |
| 15   | Split Personality                                     | 割れたマスク               | アレックス・ヴァン・ダイン | 1995年11月11日 |                      | 8         |

### シーズン2
| 話数 | サブタイトル                          | 脚本                                               | 放送日         | 備考                                                |
| ---- | ------------------------------------- | -------------------------------------------------- | -------------- | --------------------------------------------------- |
| 16   | A Comedy of Eras                      | マーティ・アイゼンバーグ ロバート・N・スキル       | 1996年9月7日   |                                                     |
| 17   | Goin' for the Green                   | ブルックス・ワクテル                               | 1996年9月14日  |                                                     |
| 18   | Flight as a Feather                   | ジュリア・ルワルド                                 | 1996年9月21日  | 一部地域にて放送されず。#放送中止エピソードを参照。 |
| 19   | The Good, the Bad and the Fish Guy    | マーク・サイデンバーグ                             | 1996年9月28日  |                                                     |
| 20   | Malled                                | トーマス・ハート                                   | 1996年10月5日  |                                                     |
| 21   | Channel Surfin                        | シブ・ヴェントレス                                 | 1996年10月12日 |                                                     |
| 22   | Mask au Gratin                        | スティーブ・クーデン                               | 1996年10月19日 |                                                     |
| 23   | Jurassic Mask                         | ジョン・ルディン                                   | 1996年10月26日 |                                                     |
| 24   | You Oughta Be in Pictures             | ブルックス・ワクテル                               | 1996年11月2日  |                                                     |
| 25   | For All Mask-Kind                     | アダム・ギラッド                                   | 1996年11月9日  |                                                     |
| 26   | Up the Creek                          | ラルフ・ソル                                       | 1996年11月16日 |                                                     |
| 27   | Boogie with the Man                   | リチャード・スタンリー                             | 1996年11月23日 |                                                     |
| 28   | What Goes Around Comes Around         | メル・ギルデン                                     | 1996年11月30日 |                                                     |
| 29   | All Hail the Mask                     | スティーブン・レヴィ                               | 1996年12月7日  |                                                     |
| 30   | Power of Suggestion                   | シブ・ヴェントレス トレイシー・ベルナ              | 1996年12月14日 |                                                     |
| 31   | Mr. Mask Goes to Washington           | トーマス・ハート                                   | 1996年12月21日 |                                                     |
| 32   | Rain of Terror                        | ジョン・ベンケ ロブ・ハンフリー ジム・ピーターソン | 1996年12月28日 |                                                     |
| 33   | The Mother of All Hoods               | マーティ・アイゼンバーグ ロバート・N・スキル       | 1997年1月4日   |                                                     |
| 34   | To Bee or Not to Bee                  | スティーブ・クーデン                               | 1997年1月11日  |                                                     |
| 35   | Love Potion No. 8½                    | スティーブン・メルチング デビッド・マクダーモット  | 1997年1月18日  |                                                     |
| 36   | Cool Hand Mask                        | リチャード・スタンリー                             | 1997年1月25日  |                                                     |
| 37   | Broadway Malady                       | ラルフ・ソル                                       | 1997年2月1日   |                                                     |
| 38   | Enquiring Masks Want to Know          | メル・ギルデン                                     | 1997年2月8日   |                                                     |
| 39   | Future Mask                           | ダイアン・M・フレスコ                              | 1997年2月15日  |                                                     |
| 40   | Sealed Fate                           | トレイシー・ベルナ                                 | 1997年2月22日  |                                                     |
| 41   | (The Angels Wanna Wear My) Green Mask | マーティ・アイゼンバーグ ロバート・N・スキル       | 1997年2月28日  |                                                     |
| 42   | Mutiny of the Bounty Hunters          | スティーブ・クーデン                               | 1997年3月7日   |                                                     |
| 43   | Convention of Evil                    | ディーン・ステファン                               | 1997年3月14日  | 総集編                                              |
| 44   | The Green Marine                      | トーマス・ハート                                   | 1997年3月21日  |                                                     |
| 45   | Counterfeit Mask                      | アレックス・ヴァン・ダイン                         | 1997年3月28日  |                                                     |

### シーズン3
| 話数 | サブタイトル              | 脚本                       | 放送日        | 備考                                                                       |
| ---- | ------------------------- | -------------------------- | ------------- | -------------------------------------------------------------------------- |
| 46   | Magic                     | スティーブ・ロバーツ       | 1997年7月5日  |                                                                            |
| 47   | Little Big Mask           | トーマス・ハート           | 1997年7月12日 |                                                                            |
| 48   | Fantashtick Voyage        | ボブ・アーディエル         | 1997年7月19日 |                                                                            |
| 49   | They Came from Within     | アレックス・ヴァン・ダイン | 1997年7月26日 |                                                                            |
| 50   | To Have and Have Snot     | アレックス・ヴァン・ダイン | 1997年8月2日  |                                                                            |
| 51   | Mystery Cruise            | ヘンリー・ギルロイ         | 1997年8月9日  |                                                                            |
| 52   | The Goofalotatots         | ジョン・アーキュディ       | 1997年8月16日 |                                                                            |
| 53   | When Pigs Ruled the Earth | J・D・スミス               | 1997年8月23日 |                                                                            |
| 54   | The Aceman Cometh         | デュアン・カピッツィ       | 1997年8月30日 | 『ペット探偵エース・ベンチュラ』とのクロスオーバーで、シーズンフィナーレ。 |
| 55   | Have Mask Will Travel     | デュアン・カピッツィ       | 1997年8月30日 | 『ペット探偵エース・ベンチュラ』とのクロスオーバーで、シーズンフィナーレ。 |

## スタッフ
- 製作：ターナー
- 監督：デイブ・イムホフ
- プロデューサー：ゲイリー・ハートル
- 音楽：クリストファー・ニール・ネルソン
- 音響監督：ジニー・マクスワイン

### 日本語版スタッフ
- 製作：ワーナー・ホーム・ビデオ、ACクリエイト株式会社
- プロデューサー：東慎一（ワーナー・ホーム・ビデオ）
- 翻訳：石原千麻
- 演出：中野洋志
- 調整：蝦名恭範

## 放送中止エピソード
「Flight As A Feather」はマスクが幸運を呼ぶ帽子の羽を紛失し、エッジシティ中を探しまわるという内容だが、FOXファミリー・チャンネル（現・フリーフォーム）では放送されなかった。以下に挙げる場面が子供向け番組として不適当であると判断されたためである。なお、アメリカ国外のシンジゲート放送では放送された。
モーティマー市長が報道陣を前にしたセレモニーで新しい法案にサインしているところにクッキー・バブームという女性が乱入してトレンチコートを脱ぎ捨て、裸体にダイナマイトを巻きつけた姿を見せつける。この騒動は、市長と一時期付き合っていた彼女が、彼に捨てられたことを恨み、目の前で自殺しようという考えから起こしたものだった。偶然その場に居合わせたマスクはバーテンダーに変身して、市長たちの前でクッキーの胸と腰に巻きつけてあったダイナマイトを引っ張って外す。その際、彼女は勢いのあまりしばらく回転していたが、回転が止んだ際、マスクを追って来たケラウェイとドイルに裸体を見られた（この際クッキーは後ろを向いていた）。2人の捜査官は頭がのぼせ、最終的に気絶してしまう。